# Loch Fad
Loch Fad ist ein schottischer Süßwassersee. Er liegt auf der Insel Bute vor der schottischen Westküste in der Council Area Argyll and Bute entlang der Highland Boundary Fault.
Loch Fad hat die typisch langgezogene Form eines in der Eiszeit durch Gletscher entstandenen Sees. Er ist circa 2,5 km lang, aber nur etwa 390 m breit. Die maximale Tiefe beträgt 11,6 m. Loch Fad ist ein hervorragendes Angelgebiet, in dem vor allem Forellen und Hechte gefangen werden können. 
Im August 2018 wurde auf dem Loch Fad ein Nachbau der Bluebird K7 getestet. Mit dem Original dieses strahlgetriebenen Gleitboots hatte Donald Campbell zwischen 1955 und 1967 mehrere Geschwindigkeitsrekorde für Wasserfahrzeuge aufgestellt.